# مالوينا كوبرون
مالوينا كوبرون (مواليد 16 نوفمبر 1994) هي لاعبة ألعاب قوى بولندية متخصصة في مسابقة رمي المطرقة. تنافست في دورة الألعاب الأولمبية الصيفية 2024. في حدث رمي مطرقة للسيدات على ستاد دو فرانس وحلت في المركز الثالث والعشرين في مرحلة التصفيات، ولم تتمكن من التأهل إلى المرحلة النهائية.